# كاميرون ميرفي
كاميرون ميرفي (بالإنجليزية: Cameron Murphy)‏ هو سياسي أسترالي، ولد في 30 مارس 1973 في أستراليا. حزبياً، نشط في حزب العمال الأسترالي.